# Platters of Splatter
Platters of Splatter – dwupłytowa kompilacja amerykańskiej formacji deathgrindowej Exhumed.
Kompilacja została wydana również w wersji z trzema płytami, która była limitowana do 1000 kopii. Pełna nazwa płyty to Platters of Splatter: A Cyclopedic Symposium of Execrable Errata and Abhorrent Apocrypha 1992-2002.

## Lista utworów

### Dysk pierwszy
1. "Horrendous Member Dismemberment"
2. "Septicemia (Festering Sphinctral Mallignancy Part II)"
3. "Masochistic Copromania"
4. "Necroveres: Decomposing the Inanimate"
5. "Disinterred, Digested, and Debauched"
6. "Bone Fucker"
7. "The Naked and the Dead"
8. "Necro-Transvestite"
9. "Torso"
10. "Dissecting the Caseated Omentum"
11. "Death Metal"
12. "Goreified"
13. "Emeticide"
14. "Pus Grinder"
15. "Torso 2000"
16. "Totally Fucking Dead"
17. "Dead Again"
18. "Gory Melanoma"
19. "Necro-Voyeur"
20. "Indignities to the Dead"
21. "Masterpieces"
22. "Instruments of Hell"
23. "Carneous Corneal Carbonization"
24. "Blood and Alcohol"
25. "Oozing Rectal Feast"
26. "Outro: A Decrepit Denouement"
27. "No Presents for Christmas"
28. "Cannibal Apocalypse"
29. "Exhume to Consume"

### Dysk drugi
1. "Intro: A Purulent Prelude to Putrescent Pyosisification"
2. "Excreting Innards"
3. "Vagitarian"
4. "Grotesque Putrefied Brains"
5. "The Exquisite Flavour of Gastro-Anal Tripe"
6. "Sex, Drinks and Metal"
7. "Radiator Bitch"
8. "Excoriated, Emasculated, and Dead"
9. "Quagmire of Flesh"
10. "Puke of the Dead"
11. "Carneous Corneal Carbonization"
12. "Vagitarian"
13. "Grotesque Putrefied Brains"
14. "Pyathrotic Discorporation"
15. "Excreting Innards"
16. "Festering Sphinctral Malignancy"
17. "Perverse Innard Infestation"
18. "Coital Mutilation"
19. "Grubs"
20. "Disfigured Corpse"
21. "Cadaveric Splatter Platter"
22. "Caseating Decomposition"
23. "Embryonic Regordation"
24. "Oozing Rectal Feast"
25. "Culinary Pathology"
26. "Scrubs"
27. "Ziploc Bodybag"

### Dysk trzeci
1. "Cadaveric Splatter Platter (Different recording)"
2. "The Exquisite Flavor of Gastro-Anal Tripe (Different recording)"
3. "Excreting Innards (Different recording)"
4. "The Pallor of Unliving Flesh"
5. "Perverse Innard Infestation (Different recording)"
6. "Masterpieces (totally different arrangement)"
7. "In My Human Slaughterhouse (demo of track from "Gore Metal")"
8. "Deathmask (demo of track from "Gore Metal")"
9. "Schizo (Venom cover)"
10. "Interlude: A Cacophonous Crescendo of Cadaverous Crepitation"
11. "Septicemia (Live on the radio)"
12. "Vagitarian (Live on the radio)"
13. "Necrovores: Decomposing the Inanimate (Live on the radio)"
14. "The Naked and the Dead (Live on the radio)"
15. "Enucleation (Live on the radio)"
16. "Bone Fucker (Live on the radio)"
17. "Rancid Fermenting Stench"
18. "Lacerated and Molested Necro-Vagina"
19. "Intercourse With a Limbless Cadaver ('93)"
20. "Interlude: A Disgorged Dirge of Dire Detrunctation"
21. "The Pallor of Unliving Flesh"
22. "Bleeding Heap of Menstrual Carnage ('93)"
23. "In the Throes of Ecstasy"
24. "Sickening Colotomic Surgery"
25. "Bleeding Heap of Menstrual Carnage ('96)"
26. "Necro-Fornicator ('94)"
27. "Intercourse With a Limbless Cadaver ('95)"
28. "Material Girl (Madonna cover)"